# Park Row Terminal
Park Row fue una importante terminal ferroviaria elevada construida en el lado de Manhattan del puente de Brooklyn, frente al ayuntamiento de Nueva York y la estación elevada del ayuntamiento del IRT. Sirvió como terminal para los servicios de BMT que operan sobre la línea elevada del puente de Brooklyn desde la línea BMT Fulton Street, la línea BMT Myrtle Avenue y sus alimentadores. Hasta la apertura del cercano puente Williamsburg al tráfico de trenes elevados en 1913, era la única estación de Manhattan disponible para trenes elevados desde Brooklyn, y la única estación elevada en Manhattan que era propiedad de una empresa distinta a la IRT o sus predecesores.

## Historia temprana
Durante los primeros quince años de su existencia, fue utilizada exclusivamente por trenes del New York and Brooklyn Bridge Railway, una línea transportada por cable que atravesaba la longitud del puente entre Park Row y otra terminal en el extremo del puente de Brooklyn.
El 18 de junio de 1898, los trenes elevados de las empresas predecesoras de la BMT comenzaron a utilizarla fuera de las horas punta, mientras que el transbordador teledirigido seguía funcionando en las horas punta. : 15 El 27 de enero de 1908 se eliminó el servicio de transporte y los trenes elevados comenzaron a circular hacia Park Row en todo momento.
En su apogeo, Park Row Terminal tenía cuatro plataformas con cuatro vías en la parte principal de la terminal y otras tres plataformas en dos vías más allá, al oeste, del edificio principal. Esto dio como resultado una programación y un cambio de vía muy complejos, de modo que la mayoría de los trenes descargaban a sus pasajeros en plataformas de salida dedicadas y luego eran transferidos a vías en otras plataformas para cargar a los pasajeros salientes.

### Servicios
Desde 1898 hasta 1913, las siguientes líneas se alojaron al menos a tiempo parcial en Park Row:
- Desde la línea de Fulton Street (Ferrocarril elevado del condado de Kings)
  - Línea de la calle Fulton
  - Brighton Beach Line a través de Fulton Street Line desde Franklin Avenue .
- Desde la línea Myrtle Avenue (ferrocarril elevado de Brooklyn Union)
  - Línea Myrtle Avenue
  - Línea Lexington Avenue (Brooklyn) a través de la línea Myrtle Avenue desde Grand Avenue
  - Línea Fifth Avenue a través de Myrtle Avenue Line desde Navy Street
  - Culver Line a través de Myrtle Avenue Line y Fifth Avenue Line desde 36th Street y 5th Avenue, Brooklyn a través del nivel inferior de 9th Avenue.
  - West End Line a través de Myrtle Avenue Line y Fifth Avenue Line desde 36th Street y 5th Avenue, Brooklyn a través del nivel superior de 9th Avenue.
  - Línea Third Avenue-Bay Ridge a través de Myrtle Avenue Line y Fifth Avenue Line desde 36th Street y 5th Avenue, Brooklyn (los automóviles a menudo se unen al final de los trenes de Culver durante las horas no pico)
  - Sea Beach Line a través de Myrtle Avenue Line, Fifth Avenue Line y West End Line desde Bath Junction (los automóviles a menudo se unen al final de los trenes de West End durante los tiempos de inactividad)

## Disminución gradual
A medida que los nuevos puentes y los nuevos subterráneos quitaron presión a los servicios del puente de Brooklyn, la cantidad de pasajeros en Park Row disminuyó gradualmente. En 1913, BMT construyó la cercana estación de metro de Chambers Street debajo del edificio municipal de Manhattan, que aún no se había completado, aunque nueve años antes, IRT había construido la estación de metro del puente de Brooklyn en Center Street y Park Row. : 16–17 
El 27 de octubre de 1913 fue el último día del servicio elevado de Sea Beach, en preparación para la nueva línea desnivelada que comenzó a utilizar la línea BMT Fourth Avenue el 22 de junio de 1915. El 23 de junio de 1916, los trenes del West End comenzaron a utilizar exclusivamente el metro de la Cuarta Avenida. A esto le siguió el retiro del servicio de Brighton Beach el 1 de agosto de 1920, cuando los trenes de Brighton Beach comenzaron a usar una nueva conexión con el metro BMT Broadway Line, cortando su conexión con Fulton Street Line. El 30 de mayo de 1931, algunos trenes de Culver se desviaron al metro de la Cuarta Avenida y la línea BMT Nassau Street cuando se inauguró esta última línea. : 18 
En 1936, Park Row se reconfiguró a dos vías en total, las dos vías del cobertizo principal del sur, debido a la disminución del uso y para simplificar las operaciones. El 31 de mayo de 1940, en preparación para la adquisición del sistema BMT por parte de la ciudad de Nueva York, se abandonaron las líneas y los servicios de Fifth Avenue y Bay Ridge, lo que también puso fin al servicio elevado restante de Culver a través de esas líneas. La línea principal de la línea Fulton Street se abandonó al mismo tiempo y, el 1 de junio, se introdujo un nuevo servicio, Fulton-Lex, que traía trenes desde la parte exterior sobreviviente de la línea Fulton Street hasta Park Row sobre Broadway. Líneas Lexington y Myrtle Avenue. : 19 
El 5 de marzo de 1944, todas las líneas elevadas restantes dejaron de usar Park Row, y los servicios de Myrtle Avenue, Lexington Avenue y Fulton-Lex se redujeron a la estación Bridge Street en el centro de Brooklyn. : 20 Los tranvías del puente de Brooklyn se trasladaron a las vías elevadas y las usaron hasta 1950, cuando se eliminó todo el transporte público del puente. : 20  Los tranvías dejaron de usar la terminal de Park Row, pero continuaron usando los bucles de trolebús debajo del edificio del tren, que fue derribado.